# Francuska Szkoła Pilotów
Francuska Szkoła Pilotów od 15 lutego 1920 jako Niższa Szkoła Pilotów w Warszawie – działająca na terenie Polski w okresie od 12 maja 1919 do 1 grudnia 1920 szkoła pilotów.

## Historia szkoły
Na początku 1919 przedstawiciele Polskiej Armii we Francji rozpoczęli starania o pomoc Francuzów w szkoleniu nowo powstałego lotnictwa polskiego. W wyniku porozumień pomiędzy armiami na początku maja została wysłana do Warszawy Francuska Szkoła Pilotów pod dowództwem majora Mauger de Varennessa na roczny kontrakt. 12 maja została rozmieszczona na lotnisku mokotowskim. Z eskadrą do Polski przybyło 50 samolotów: Morane (Rouleur) – 5 szt., Caudron G.III – 20 szt., Nieuport 23 – 20 szt. i Nieuport 18 – 5 szt.
W początkowym okresie cały personel szkoły stanowili Francuzi. Do personelu francuskiego z czasem zostali przydzieleni polscy wojskowi, dublujący ich funkcje z własnym dowódcą kpt. Baranowskim. Pierwsze szkolenia polskiego personelu rozpoczęto 1 czerwca 1919. Szkolenie obejmowało cały personel: pilotów, mechaników, oficerów techniczno-administracyjnych.
W związku z reorganizacją szkół lotniczych 15 lutego 1920 szkołę przemianowano na Niższa Szkoła Pilotów w Warszawie. Wkrótce po zmianie nazwy dokonano od dawna planowanej dyslokacji szkoły z lotniska mokotowskiego do Dęblina. Jednak szkoła przebywała w swojej nowej siedzibie tylko przez kilka tygodni. Ofensywa bolszewicka w czerwcu 1920 bardzo zagroziła położonemu na prawym brzegu Wisły lotnisku. Zmusiło to dowództwo wojsk lotniczych do podjęcia decyzji o ponownym przeniesieniu szkoły. Tym razem jednak przeniesiono szkołę na dalekie tyły do Bydgoszczy. Tutaj szkolenie pilotów zostało zintensyfikowane.
Pod koniec lipca 1920 wobec zakończenia rocznego kontraktu z personelem francuskim prawie całą obsługę szkoły przejęli Polacy. Dowódcą szkoły został mianowany porucznik Garbiński, a dotychczasowy jej dowódca Francuz mjr. de Chivré pozostał w Polsce na stanowisku doradcy technicznego.
Jesienią 1920 po kolejnej reorganizacji lotnictwa Krakowską Szkołę Pilotów przeniesiono do Bydgoszczy. Tutaj 1 grudnia nastąpiło połączenie z Francuską Szkołą Pilotów i utworzenie nowej jednostki szkoleniowej Niższej Szkoły Pilotów w Bydgoszczy. Jej dowódcą został mianowany ppłk. Jan Kieżun.

## System szkolenia

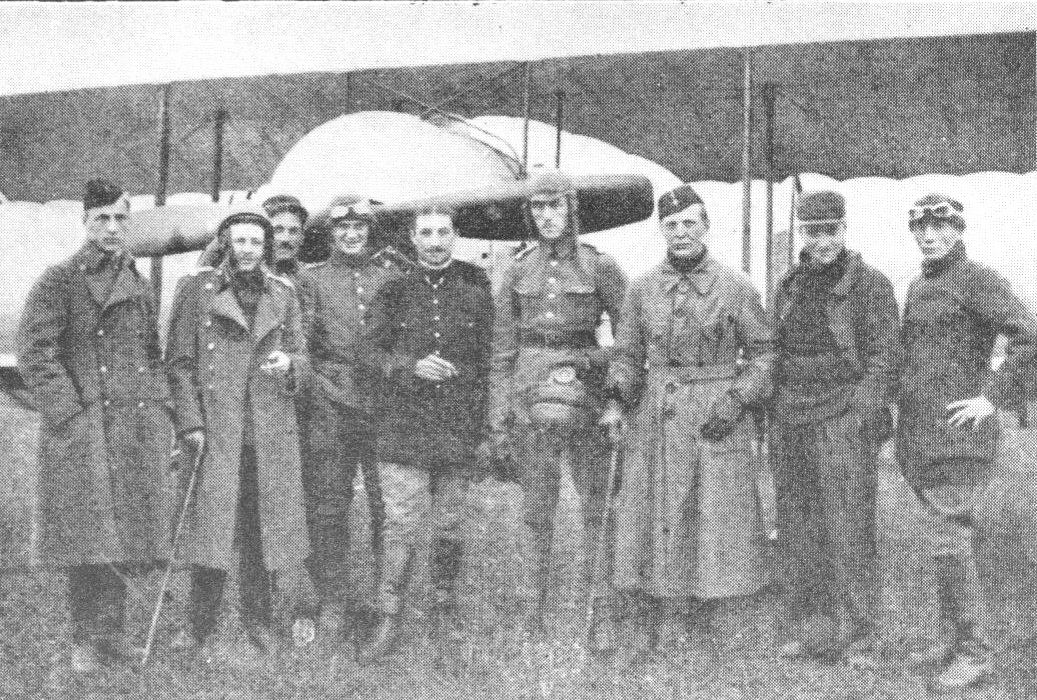
Uczniowie Francuskiej Szkoły Pilotów

System szkolenia oparty był na francuskim systemie szkolenia, dłuższym niż austriacki, ale dającym gruntowne podstawy pilotażu. Nauka pilotażu odbywała się w trzech turach. Pierwsza obejmowała dokładne zapoznanie się z budową płatowca i silnika, wyekwipowaniem samolotów, instrumentów pokładowych.
Drugi etap polegał na nauce prowadzenia samolotu po ziemi po linii prostej. Do tego celu wykorzystywane były specjalne wersje samolotów Morana z mniejszym silnikiem 45 KM i z krótszymi skrzydłami. Samoloty te „Rouler” nie odrywały się od ziemi. Mogły poruszać się po nawierzchni lotniska z prędkością dochodzącą do 40 km/h.
Kolejnym etapem było szkolenie na dwusterowych samolotach Caudron. Tutaj uczeń pilot odbywał około 70 – 80 lotów o zwiększanym stopniu trudności, które kończyły się egzaminem.
Ostatnim etapem szkolenia były loty w dywizjonie samolotów Nieuport. Pierwsze loty odbywały się z instruktorami. Na tego typu samolotach znacznie trudniejszych w starcie i lądowaniu uczeń wylatywał około 20 – 30 lotów, aby przesiąść się na samolot Nieuport 23 już do lotów samodzielnych. Po kilkunastu lotach, gdy sztuka pilotażu została następował ostatni najtrudniejszy etap szkolenia. Polegało ono na samodzielnych lotach samolotami Nieuport 18. Szkolenie kończyło się egzaminem końcowym i otrzymaniem przez ucznia tytułu pilota.
Po ukończeniu Szkoły pilot był kierowany do Wyższej Szkoły Pilotów, gdzie po szkoleniu na samolotach bojowych mógł uzyskać dyplom pilota.
Od maja 1919 do grudnia 1920 w szkole wykonano 31027 lotów ćwiczebnych, 5360 godzin w powietrzu. Wyszkolono 43 pilotów. Nastąpiły tylko 3 wypadki.

## Dowódcy szkoły

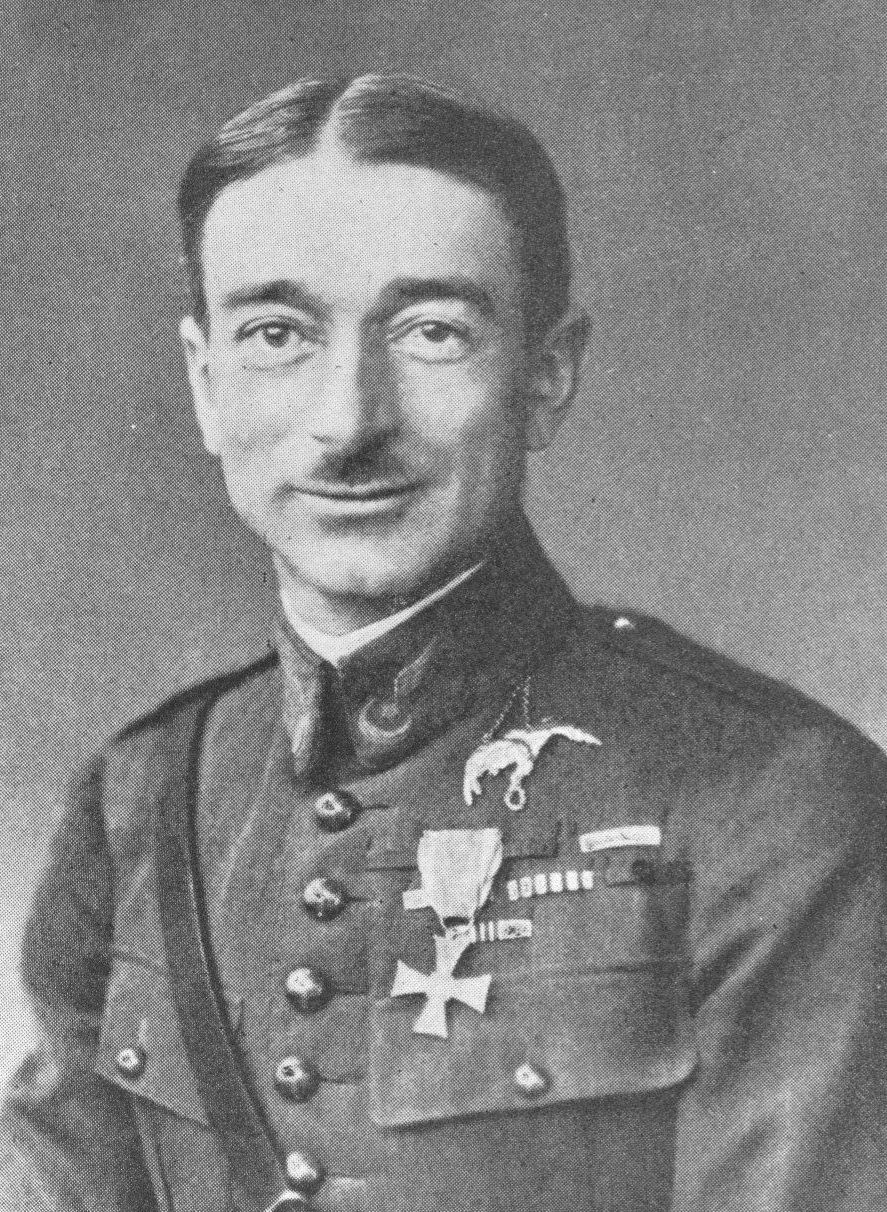
Major Robert de Chivré

- Francuzi: mjr. Mauger de Varennesa, mjr. Robert de Chivré.
- Polacy: kpt. Baranowski, por. Stanisław Gogoliński, rtm. Łupiński, rtm. Jerzy Garbiński.

Absolwentami szkoły m.in. byli: Marian Romeyko, Zdzisław Jakubowski,